# Chlorocypha cancellata
Chlorocypha cancellata – gatunek ważki z rodziny Chlorocyphidae. Występuje w Afryce Subsaharyjskiej – od Ugandy do Nigerii, Gabonu i Angoli.